# Asinius Lepidus
Asinius Lepidus (sein Praenomen ist nicht bekannt) war ein im 2. und 3. Jahrhundert n. Chr. lebender römischer Politiker.
Durch zwei Inschriften auf römischen Meilensteinen, die an verschiedenen Orten auf dem Gebiet der ehemaligen römischen Provinz Cappadocia gefunden wurden und die auf 222/223 datiert sind, ist belegt, dass Lepidus Statthalter (Legatus Augusti pro praetore) dieser Provinz war; er amtierte vermutlich von 222/223 bis 224/225 in der Provinz. Da die Position des Statthalters in der Provinz Cappadocia von konsularem Rang war, hatte er zuvor ein Suffektkonsulat erreicht.
Gaius Asinius Lepidus Praetextatus, Konsul im Jahr 242, war sein Sohn.